# 양의숙
양의숙(梁義淑, 1946년 ~ )은 대한민국의 미술가이다.

## 학력
- 제주여자고등학교
- 세종대학교 의상학과 학사
- 홍익대학교 대학원 고미술 전공

## 경력
- 1995년 ~ 2021년 KBS TV쇼 진품명품 (민속품 분야) 감정위원
- 고미술협회 감정위원
- 예나르 대표

## 출연작
- 1995~ KBS 1TV 《TV쇼 진품명품》
- 1995, 1998 KBS 2TV 《가족오락관》